# Ochthebius parvannulatus
Ochthebius parvannulatus es una especie de escarabajo del género Ochthebius, familia Hydraenidae. Fue descrita científicamente por Delgado et Jaech en 2009.
Se distribuye por Turquía (provincia de Mersin). Mide 1,6 milímetros de longitud y su edeago 0,32 milímetros.